# Piper perijaense
Piper perijaense är en pepparväxtart som beskrevs av J.A. Steyermark. Piper perijaense ingår i släktet Piper och familjen pepparväxter. Inga underarter finns listade i Catalogue of Life.